# HK ZSKA Sofia
Der HK ZSKA Sofia ist die Eishockeyabteilung des bulgarischen Sportvereins ZSKA Sofia aus Sofia, welche der Bulgarischen Eishockeyliga angehört. Seine Spiele trägt der Verein im Wintersportpalast Sofia  aus.

## Geschichte
Der HK ZSKA Sofia, der bis 1964 noch unter dem Namen ZDNA Sofia antrat, wurde bislang 16 Mal Bulgarischer Meister und ist somit nach HK Slawia Sofia (18 Titel) die zweiterfolgreichste Mannschaft des Landes. ZSKA, das vor allem gegen Ende der 1960er und zu Beginn der 1970er Jahre das bulgarische Eishockey dominierte, gewann zuletzt 1986 den Meistertitel. Nach knapp 20 Jahren im Mittelmaß wurde ZSKA in den Jahren 2008 und 2009 Vizemeister hinter HK Slawia Sofia und gewann 2013 erstmals nach 27 Jahren wieder den Meistertitel. Zudem gewann der Verein vierzehnmal den nationalen Eishockeypokal (zuletzt 2014). Beim IIHF Continental Cup 2014/15 erreichte ZSKA durch Siege über den CG Puigcerdà (3:2), den İzmir Büyükşehir Belediyesi SK (19:3) und den HK Beostar (10:2) die zweite Runde. Dort scheiterte das Team dann nach Niederlagen gegen die Fischtown Pinguins (2:6), die Belfast Giants (2:6) und die Tilburg Trappers (4:5), wobei gegen das Team aus den Niederlanden auch eine 4:1-Führung nicht zum Sieg reichte.

## Erfolge
- Bulgarischer Meister (16): 1964, 1965, 1966, 1967, 1969, 1971, 1972, 1973, 1974, 1975, 1983, 1984, 1986, 2013, 2014, 2015
- Bulgarischer Vizemeister (15): 1955, 1960, 1961, 1962, 1963, 1968, 1970, 1978, 1987, 1988, 1989, 2008, 2009, 2010, 2012
- Bulgarischer Pokal (14): 1964, 1965, 1967, 1972, 1973, 1975, 1976, 1978, 1981, 1983, 1986, 1987, 2013, 2014